# Gewöhnliche Maskenbiene
Die Gewöhnliche Maskenbiene (Hylaeus communis) ist eine kleine überwiegend schwarz gefärbte Wildbienenart aus der Familie der Colletidae. Sie ist eine der häufigsten Maskenbienen.

## Etymologie
Von lat. „communis“ = "gemein, gewöhnlich"

## Merkmale

### Männchen
Die Männchen sind 4–6 mm lang. Das Gesicht der Männchen ist gelb oder weiß gezeichnet und sie haben meist schwarze Linien dem Clypeus und Stirnschildchen entlang. Der Fühlerschaft ist etwa anderthalbmal so breit wie die Geißel und er ist ganz schwarz oder gelb gefleckt. Tergit 1 ist glatt, zerstreut fein punktiert.

### Weibchen

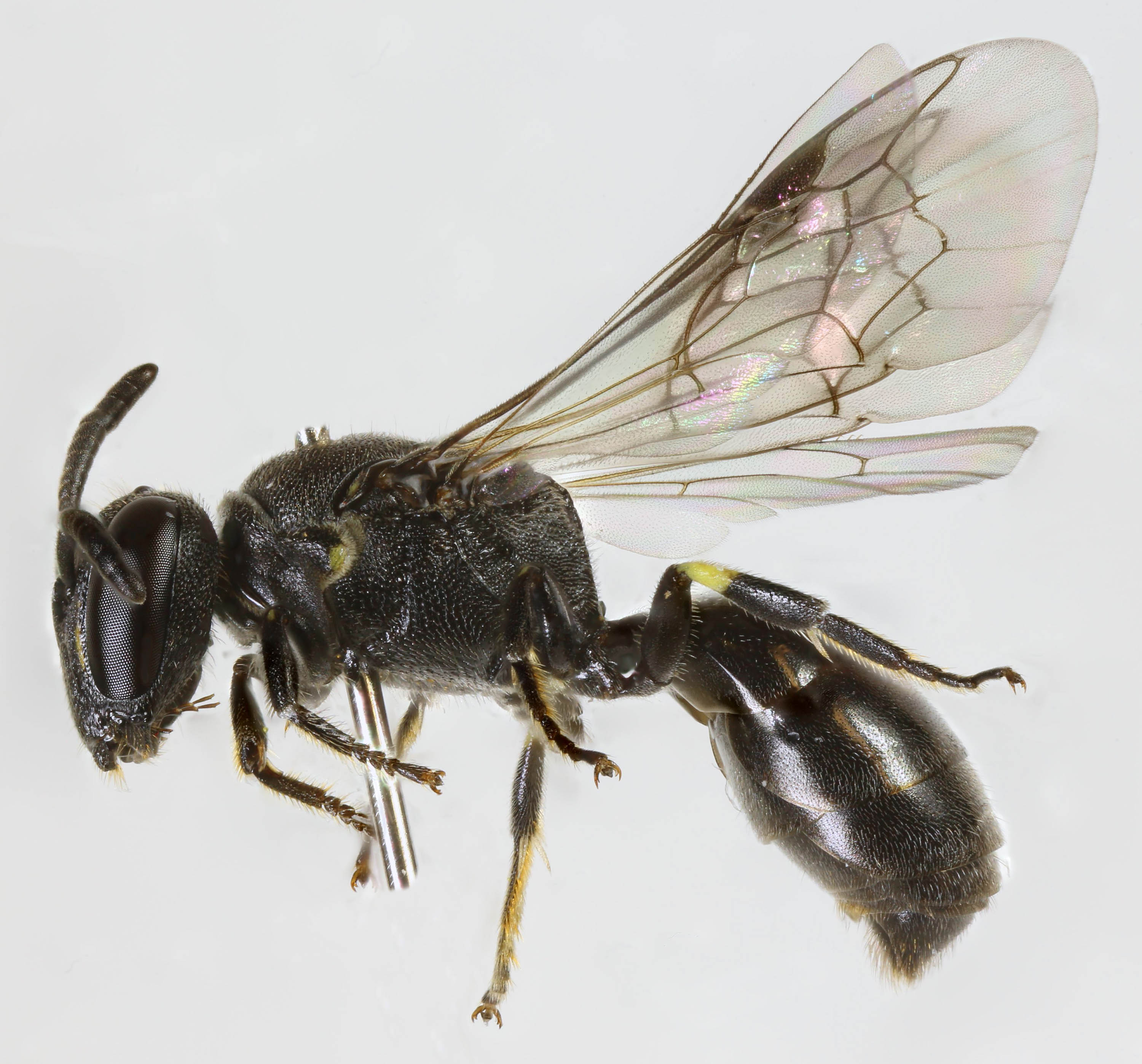
Hylaeus communis, Weibchen

Das Weibchen ist 6–7 mm lang. Das Gesicht ist lang und trapezförmig mit gelber Zeichnung. Bei südlichen Tieren gibt es manchmal auch einen gelben Fleck auf dem Clypeus. Die Punktierung des Mesonotums ist seitlich etwas gröber. Die Mesopleuren sind nur wenig gröber punktiert als das Mesonotum. Die horizontale Fläche des Mittelfeldes des Propodeums ist meist glänzend und hat einzelne Längsrippen, ist durch eine Kante vom Stutz getrennt und nur so lang wie das Postscutellum. Das Tergit 1 ist glänzend, zerstreut fein punktiert und ohne Seitenfransen.

## Verbreitung

### Gesamtverbreitung
"Von Portugal über Europa, Kleinasien und Kaukasus bis Zentralasien; nordwärts bis Irland und Mittelschottland, überschreitet in Skandinavien den Polarkreis, in Norwegen bis 63°N, in Schweden bis 66°N, in Finnland bis 67,5°N, in Russland bis Karelien und Kirov; im Süden des Verbreitungsgebietes wurde die Art häufig mit H. deceptorius [...] vermengt, sodass die Südgrenze nicht zweifelsfrei feststeht – nach bisherigem  Kenntnisstand südwärts bis Sizilien, Kreta, Libanon und Nordiran [...]."

### Verbreitung in Deutschland
"In Deutschland ist die Art flächendeckend verbreitet, von der Ebene bis in die höheren Lagen der Mittelgebirge und in den Alpen."

## Gefährdung
Die Art ist häufig und ungefährdet.

## Phänologie
Die Art ist zumindest partiell bivoltin. Die Flugzeit ist von Mitte oder Ende Mai bis September. Es kann eine mögliche zweite Generation ab Anfang August bis September geben.

## Lebensraum
Die Gewöhnliche Maskenbiene kommt in verschiedensten Lebensräumen vor, z. B. an Waldrändern, auf Waldlichtungen und Kahlschlägen, in Feldhecken, in Brombeergebüschen, in Sand-, Kies- und Lehmgruben, an Dämmen, bei Gleisanlagen, regelmäßig auch im Siedlungsbereich in Gärten, Parks und auf Ruderalflächen (eine synantrope Art).

## Nestbau
Diese Bienenart nistet in vorhandenen Hohlräumen (Insektenfraßgänge im alten Holz, verlassene Grabwespennester, Mörtelfugen, Risse im Verputz von Hauswänden, Hohlräume in alten Fensterrahmen); in markhaltigen Stängeln, Ranken und Zweigen, z. B. Brombeere, Holunder, Heckenrosen; in verlassenen Eichengallen von Andricus kollari; in alten Schilfgallen von Lipara lucens, auch in Nisthilfen (Bohrungen in Holz, Durchmesser 2–4 mm, bevorzugt 3-mm-Schilfhalme)."

## Pollenquellen
Es handelt sich um eine sehr polylektische Art. Die Weibchen dieser Art wurden u. a. an folgenden Pflanzen beobachtet:
Amaryllidaceae:
- Schnittlauch (Allium schoenoprasum)
- Kugel-Lauch (Allium sphaerocephalon)
- Berg-Lauch (Allium lusitanicum)
- Küchenlauch (Allium porrum)
- Küchenzwiebel (Allium cepa)

Apiaceae:
- Wilde Möhre (Daucus carota)
- Giersch (Aegopodium podagraria)

Asteraceae:
- Acker-Kratzdistel (Cirsium arvense)
- Gewöhnliche Kratzdistel (Cirsium vulgare)
- Wiesen-Schafgarbe (Achillea millefolium)
- Rainfarn (Tanacetum vulgare)
- Kanadische Goldrute (Solidago canadensis)
- Herbst-Löwenzahn (Leontodon autumnalis)

Boraginaceae:
- Gewöhnlicher Natterkopf (Echium vulgare)

Brassicaceae:
- Acker-Senf (Sinapis arvensis)

Campanulaceae:
- Rundblättrige Glockenblume (Campanula rotundifolia)
- Acker-Glockenblume (Campanula rapunculoides)

Crassulaceae:
- Felsen-Fetthenne (Sedum rupestre)

Hydrophyllaceae:
- Büschelschön (Phacelia tanacetifolia)

Lamiaceae:
- Schmalblättriger Hohlzahn (Galeopsis angustifolia)

Lythraceae:
- Blutweiderich (Lythrum salicaria)

Resedaceaee:
- Wilde Resede (Reseda lutea)
- Färber-Resede (Reseda luteola)

## Parasiten
"Als Nestparasit wurden Schmalbauchwespen der Gattung Gasteruption und Erzwespen der Gattung Coelopencyrtus beobachtet. Vereinzelt sind erwachsene Tiere von Fächerflüglern befallen."